# Saint-Laurent-de-Céris
Saint-Laurent-de-Céris – miejscowość i gmina we Francji, w regionie Nowa Akwitania, w departamencie Charente.
Według danych na rok 1990 gminę zamieszkiwało 741 osób, a gęstość zaludnienia wynosiła 25 osób/km² (wśród 1467 gmin regionu Poitou-Charentes Saint-Laurent-de-Céris plasuje się na 412 miejscu pod względem liczby ludności, natomiast pod względem powierzchni na miejscu 172).